# I ragazzi di Feng Kuei
I ragazzi di Feng Kuei (anche conosciuto con i titoli inglesi The Boys from Fengkuei e Youthful Days) (風櫃來的人S, Fēngguì lái de rénP) è un film del 1983 diretto dal regista Hou Hsiao-hsien.
Prima opera del cineasta Hou Hsiao-hsien ad aver ottenuto un riscontro in Occidente, I ragazzi di Feng Kuei affronta la tematica del passaggio di un gruppo di diciottenni all'età adulta.

## Trama
Dopo l'ennesimo scontro con una banda rivale, A Qing (Niu), A Jung e Guozi si trasferiscono dal paese natale a Gaoxiang, aspettando di partire per il servizio militare. A Qing si innamora della ragazza di un piccolo delinquente e matura dolorosamente. Di impianto autobiografico, è il primo film autenticamente personale di Hou: l'esplorazione della grande città da parte di tre sfaticati diventa un'emozionante scoperta dell'amore del cinema, e un ingresso privo di illusioni nel mondo degli adulti. Ed è anche la meditazione sull'assenza dei padri (quello di A Qing è muto e paralizzato) condotta da una generazione che si è fatta da sé, metabolizzando Oriente e Occidente.

## Riconoscimenti
Il film ha vinto la Mongolfiera d'oro al Festival des 3 Continents a Nantes nel 1984.